# Pierre André Le Prévost
Pierre André Le Prévost, sieur de La Prévostière, est un administrateur colonial français du XVIIIe siècle. Il est nommé en 1718, gouverneur général des établissements français de l'Inde à Pondichéry, pour le compte de la Compagnie française des Indes orientales.
À l'époque ou il est en poste, l'intérêt de la Compagnie pour la région est davantage économique que politique. Aussi, aucun événement marquant n'a lieu pendant son gouvernement. Cependant, à Paris et à Londres, les bourses connaissent une explosion spéculative, des milliers d'investisseurs se ruant sur des titres prometteurs, entre autres sur ceux des compagnies des Indes. En 1720, l'effondrement des cours provoqua une grave crise financière à Londres et la destitution du ministres des Finances français, John Law de Lauriston.
Le successeur de Le Prévost, Pierre Christophe Le Noir était un homme très compétent et le véritable essor de Pondichéry débute avec lui.

## Sources et bibliographie
- (en) Cet article est partiellement ou en totalité issu de l’article de Wikipédia en anglais intitulé « Pierre André Prévost de La Prévostière » (voir la liste des auteurs).